# Giddyap a gogo
Giddyap a gogo è un singolo del cantante disco Olandese Ad Visser, pubblicato nel 1982 dall'etichetta discografica Columbia.
Il brano, scritto e prodotto da Ad Visser, è stato inciso con la collaborazione del cantante indonesiano Daniel Sahuleka e ha riscosso un buon successo.
La canzone, estratta dall'album Sobrietas di Visser, e ha partecipato al Festivalbar 1983 in Italia.

## Tracce
1. Giddyap a gogo – 4:50
2. Relief of Demorzan – 5:28

## Classifiche
| Classifica (1983) | Posizione raggiunta |
| ----------------- | ------------------- |
| Paesi Bassi       | 25                  |